# Clube 15 de Novembro
Clube 15 de Novembro, lub po prostu 15 de Novembro (znany również jako 15 de Campo Bom) – brazylijski klub piłkarski mający swą siedzibę w mieście Campo Bom w stanie Rio Grande do Sul. Klub został założony 15 listopada 1911.
Stadion klubu Sady Schmidt ma pojemność 4000 miejsc.

## Osiągnięcia
- Wicemistrz stanu Rio Grande do Sul (Campeonato Gaúcho): 2002, 2003, 2005.
- Copa Emídio Perondi: 2006

### 2004 Puchar Brazylii (Copa do Brasil)
Pierwsza runda
15 de Novembro – Portuguesa Santista 1:1 i 2:2
Druga runda
15 de Novembro – Vasco 1:1 i 3:0
Trzecia runda
Americano – 15 de Novembro 1:2 i 2:3
Ćwierćfinał
15 de Novembro – Palmas 3:0 i 1:0
Półfinał
Santo André – 15 de Novembro 3:4 i 3:1

## Historia
- 3 marca 1893 została założona Sociedade Alemã de Atiradores (Deutscher Schüetzen Verein, czyli Niemieckie Towarzystwo Strzeleckie).
- 15 listopada 1911 pracownicy firmy Vetter & Irmãos założyli klub Esporte Clube 15 de Novembro.
- 31 października 1917 Sociedade Alemã de Atiradores zmienił nazwę na Sociedade Concórdia.
- 30 kwietnia 1975 Sociedade Concórdia i Esporte Clube 15 de Novembro połączyły się, tworząc klub Clube 15 de Novembro.
- W roku 1994 Clube 15 de Novembro stał się klubem zawodowym, grając w drugiej lidze stanu Rio Grande do Sul (Campeonato Gaúcho). Drużyna zajęła drugie miejsce i awansowała do pierwszej ligi stanowej.
- W 2002 klub został wicemistrzem stanu, zajmując drugie miejsce w lidze Campeonato Gaúcho (walkę o tytuł mistrza drużyna przegrała z SC Internacional Porto Alegre.
- W roku 2003 powtórzono sukces z poprzedniego roku, ponownie przegrywając w finale z SC Internacional Porto Alegre.
- W roku 2004 klub dotarł aż do półfinału pucharu Brazylii Copa do Brasil, ulegając drużynie Santo André.
- W 2005 po raz trzeci wicemistrzostwo stanu i po raz trzeci porażka w finale z SC Internacional Porto Alegre.
- W roku 2006 klub zwyciężył w turnieju Copa Emídio Perondi.

## Aktualny skład
Stan z 31 lipca 2006 roku
- bramkarz Douglas
- bramkarz Evandro
- bramkarz Márcio
- obrońca Ânderson
- obrońca Diego Gaúcho
- obrońca Doriva
- obrońca Junior
- obrońca Marcão
- obrońca Marilia
- obrońca Barão
- obrońca Cadu
- obrońca Cris
- pomocnik Canhoto
- pomocnik Dângelo
- pomocnik Edmílson
- pomocnik Evandro
- pomocnik Gil
- pomocnik Leandro Marangon
- pomocnik João Henrique
- pomocnik Martin
- pomocnik Paulinho Carioca
- pomocnik Rogério Belém
- pomocnik Sananduva
- pomocnik Valdeir
- napastnik Aldrovani
- napastnik Bebeto
- napastnik Dauri
- napastnik Ícaro